# Lycodonomorphus subtaeniatus
Lycodonomorphus subtaeniatus (смугаста водяна змія) — вид змій родини Lamprophiidae. Мешкає в Центральній Африці.

## Поширення і екологія
Смугасті водяні змії мешкають в Республіці Конго, Демократичній Республіці Конго і Анголи. Вони живуть в заболочених районах вологих тропічних лісів, на висоті до 700 м над рівнем моря.